# 도비 가트 (영화)
도비 가트(Dhobi Ghat)는 인도에서 제작된 키런 라오 감독의 2010년 드라마 영화이다. 아미르 칸 등이 주연으로 출연하였고 아미르 칸 등이 제작에 참여하였다.

## 출연

### 주연
- 아미르 칸

### 조연
- 키투 기드와니

## 제작진
- 배역: 키란 라오